# Luuk de Jong
Luuk de Jong (Aigle, Suiza, 27 de agosto de 1990) es un futbolista neerlandés. Juega como delantero y su equipo es el F. C. Porto de la Primeira Liga. Es hermano del exfutbolista Siem de Jong.

## Trayectoria

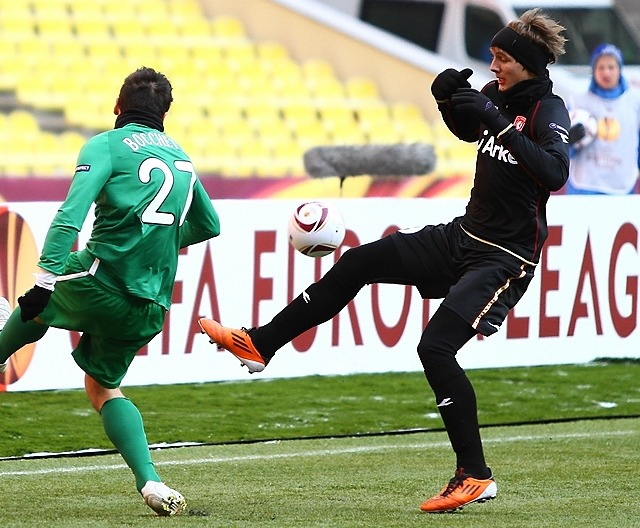
Luuk de Jong en un partido de la Europa League en 2011 ante el Rubin Kazan.

Comenzó en el equipo aficionado DZC'68 junto a su hermano Siem. Ambos comenzaron su carrera profesional en el De Graafschap. Siem fue fichado por el Ajax cuando jugaba en el De Graafschap juvenil.
El 6 de abril de 2009 fue fichado por el F. C. Twente con un contrato de tres años con opción a otra temporada más. Jugó sus primeros minutos en un partido de copa ante el SC Joure. 
El 18 de julio de 2012 fue fichado por el Borussia Mönchengladbach de Alemania por una cantidad que alcanza los 15 millones de euros y tendría contrato con el equipo alemán hasta 2017, en el cual le dieron el dorsal '9' al igual que en el Twente.
El 12 de julio de 2014 fue fichado por el PSV Eindhoven de los Países Bajos por 5 millones y medio de euros.
El 1 de julio de 2019 fue fichado por el Sevilla F. C. hasta 2023. Marcó su primer gol con el equipo hispalense en la victoria contra el Levante U. D. por 1 a 0. También anotó ante el Real Betis Balompié el gol que le dio la victoria en el derbi. El 16 de agosto de 2020 anotó el gol del triunfo ante el Manchester United F. C. que clasificó al conjunto hispalense para su sexta final de la Liga Europa de la UEFA. Cinco días después volvió a ver puerta en la final ante el Inter de Milán marcando dos de los tres goles que le dieron el título a su equipo.
El 31 de agosto de 2021, antes del cierre de mercado de pases, el F. C. Barcelona y el Sevilla F. C. llegaron a un acuerdo para su cesión hasta junio de 2022. El equipo azulgrana cambió de entrenador y se rumoreó con una posible salida del club en enero. Mientras eso no sucedía consiguió anotar goles en los tres primeros partidos que jugó en 2022. Finalmente se acabó quedando y aprovechó los últimos minutos de los juegos para salvar un punto ante el R. C. D. Espanyol o dar la victoria ante el Levante U. D.
Tras informar el F. C. Barcelona que no iba a seguir una vez finalizó la cesión, el PSV Eindhoven anunció su llegada a sus instalaciones para realizar el reconocimiento médico y acabar de cerrar su vuelta al club. Al día siguiente se confirmó el regreso y firmó por tres años. Pasado ese tiempo quedó libre, aunque tenía una oferta de renovación para continuar. Esta no la aceptó y el 3 de agosto de 2025 se comprometió por una temporada, más una segunda opcional, con el F. C. Porto.

## Selección nacional
Fue seleccionado por primera vez para el equipo nacional de los Países Bajos para un amistoso contra la selección de Austria e hizo su debut sustituyendo a Dirk Kuyt.
Acudió a las Eurocopas de 2012 y 2020, así como al Mundial de 2022. Este fue el último torneo en el que participó, ya que el 3 de marzo de 2023 anunció su retirada internacional tras 39 partidos en los que consiguió ocho goles.

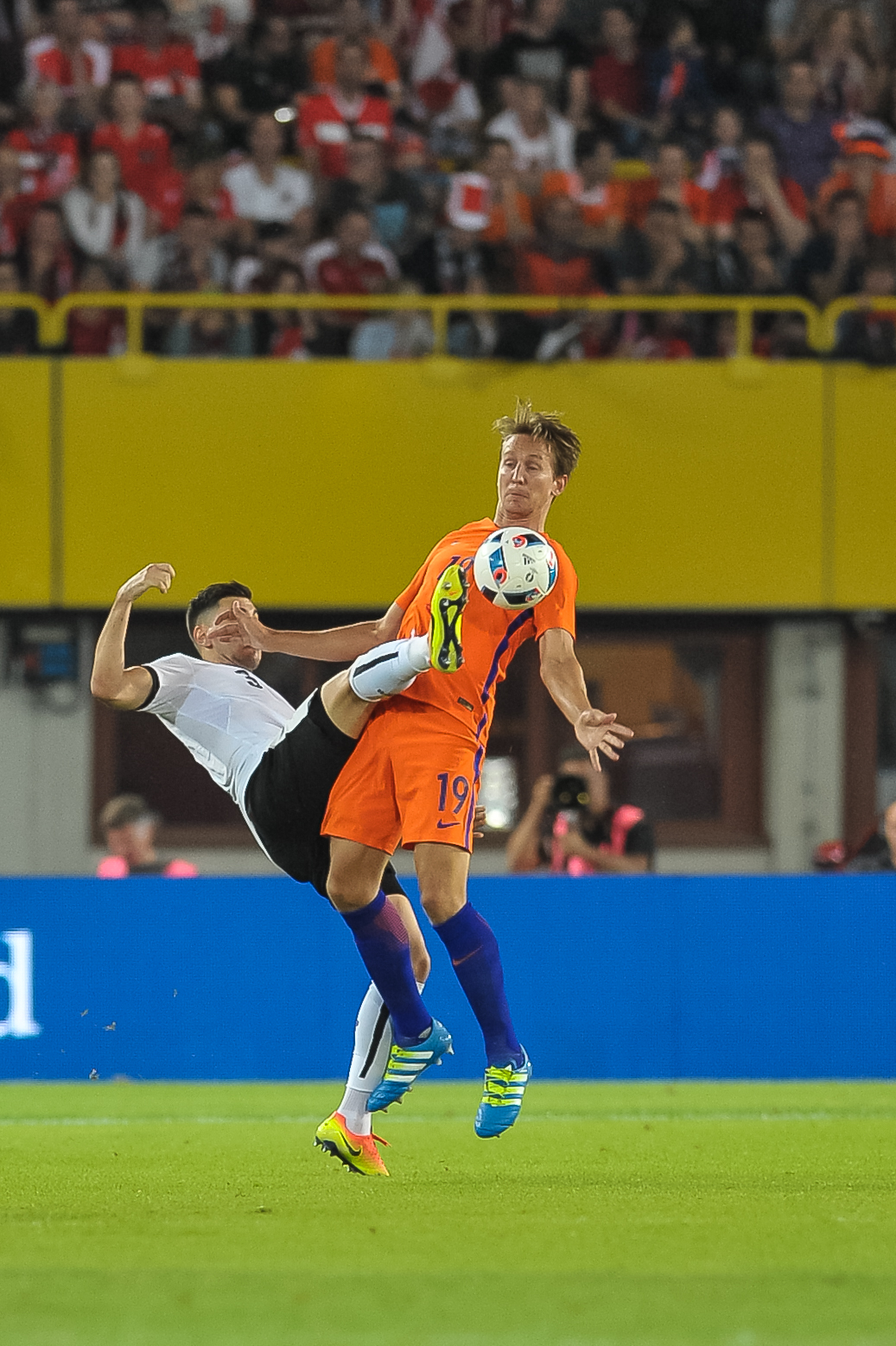
Luuk de Jong con la selección neerlandesa.

### Participaciones en Copas del Mundo
| Mundial      | Sede  | Resultado        | Partidos | Goles |
| ------------ | ----- | ---------------- | -------- | ----- |
| Mundial 2022 | Catar | Cuartos de final | 1        | 0     |

### Participaciones en Eurocopas
| Eurocopa      | Sede              | Resultado        | Partidos | Goles |
| ------------- | ----------------- | ---------------- | -------- | ----- |
| Eurocopa 2012 | Polonia · Ucrania | Fase de grupos   | 0        | 0     |
| Eurocopa 2020 | Europa            | Octavos de final | 2        | 0     |

## Estadísticas

### Clubes
Actualizado al último partido disputado el 18 de agosto de 2025.
| Club                                | Div.          | Temporada     | Liga  | Liga  | Copas nacionales | Copas nacionales | Copas internacionales | Copas internacionales | Total | Total | Media goleadora |
| Club                                | Div.          | Temporada     | Part. | Goles | Part.            | Goles            | Part.                 | Goles                 | Part. | Goles | Media goleadora |
| ----------------------------------- | ------------- | ------------- | ----- | ----- | ---------------- | ---------------- | --------------------- | --------------------- | ----- | ----- | --------------- |
| De Graafschap · Países Bajos        | 1.ª           | 2008-09       | 17    | 3     | 2                | 0                | —                     | —                     | 19    | 3     | 0.16            |
| De Graafschap · Países Bajos        | Total club    | Total club    | 17    | 3     | 2                | 0                | 0                     | 0                     | 19    | 3     | 0.16            |
| F. C. Twente · Países Bajos         | 1.ª           | 2009-10       | 12    | 2     | 5                | 4                | 4                     | 1                     | 21    | 7     | 0.33            |
| F. C. Twente · Países Bajos         | 1.ª           | 2010-11       | 32    | 12    | 6                | 4                | 11                    | 4                     | 49    | 20    | 0.41            |
| F. C. Twente · Países Bajos         | 1.ª           | 2011-12       | 33    | 25    | 4                | 2                | 14                    | 5                     | 51    | 32    | 0.63            |
| F. C. Twente · Países Bajos         | Total club    | Total club    | 77    | 39    | 15               | 10               | 29                    | 10                    | 121   | 59    | 0.49            |
| Borussia Mönchengladbach · Alemania | 1.ª           | 2012-13       | 23    | 6     | 1                | 0                | 2                     | 0                     | 26    | 6     | 0.23            |
| Borussia Mönchengladbach · Alemania | 1.ª           | 2013-14       | 13    | 0     | 1                | 0                | 5                     | 2                     | 19    | 2     | 0.11            |
| Borussia Mönchengladbach · Alemania | Total club    | Total club    | 36    | 6     | 2                | 0                | 7                     | 2                     | 45    | 8     | 0.18            |
| Newcastle United F. C. Inglaterra   | 1.ª           | 2013-14       | 12    | 0     | 0                | 0                | —                     | —                     | 12    | 0     | 0               |
| Newcastle United F. C. Inglaterra   | Total club    | Total club    | 12    | 0     | 0                | 0                | 0                     | 0                     | 12    | 0     | 0               |
| PSV Eindhoven · Países Bajos        | 1.ª           | 2014-15       | 32    | 20    | 2                | 2                | 11                    | 4                     | 45    | 26    | 0.58            |
| PSV Eindhoven · Países Bajos        | 1.ª           | 2015-16       | 33    | 26    | 5                | 4                | 6                     | 2                     | 44    | 32    | 0.73            |
| PSV Eindhoven · Países Bajos        | 1.ª           | 2016-17       | 32    | 8     | 2                | 0                | 5                     | 1                     | 39    | 9     | 0.23            |
| PSV Eindhoven · Países Bajos        | 1.ª           | 2017-18       | 28    | 12    | 3                | 1                | 2                     | 0                     | 33    | 13    | 0.39            |
| PSV Eindhoven · Países Bajos        | 1.ª           | 2018-19       | 34    | 28    | 1                | 0                | 8                     | 4                     | 43    | 32    | 0,74            |
| Sevilla F. C. · España              | 1.ª           | 2019-20       | 35    | 6     | 3                | 1                | 8                     | 3                     | 46    | 10    | 0.22            |
| Sevilla F. C. · España              | 1.ª           | 2020-21       | 34    | 4     | 7                | 3                | 7                     | 2                     | 48    | 9     | 0.19            |
| Sevilla F. C. · España              | Total club    | Total club    | 69    | 10    | 10               | 4                | 15                    | 5                     | 94    | 19    | 0.2             |
| F. C. Barcelona · España            | 1.ª           | 2021-22       | 21    | 6     | 1                | 1                | 7                     | 0                     | 29    | 7     | 0.24            |
| F. C. Barcelona · España            | Total club    | Total club    | 21    | 6     | 1                | 1                | 7                     | 0                     | 29    | 7     | 0.24            |
| PSV Eindhoven · Países Bajos        | 1.ª           | 2022-23       | 24    | 14    | 6                | 1                | 9                     | 3                     | 39    | 18    | 0.46            |
| PSV Eindhoven · Países Bajos        | 1.ª           | 2023-24       | 34    | 29    | 3                | 1                | 11                    | 8                     | 48    | 38    | 0.79            |
| PSV Eindhoven · Países Bajos        | 1.ª           | 2024-25       | 31    | 14    | 4                | 2                | 12                    | 2                     | 47    | 18    | 0.38            |
| PSV Eindhoven · Países Bajos        | Total club    | Total club    | 248   | 151   | 26               | 11               | 64                    | 24                    | 338   | 186   | 0.55            |
| F. C. Porto Portugal                | 1.ª           | 2025-26       | 2     | 0     | 0                | 0                | 0                     | 0                     | 2     | 0     | 0               |
| F. C. Porto Portugal                | Total club    | Total club    | 2     | 0     | 0                | 0                | 0                     | 0                     | 2     | 0     | 0               |
| Total carrera                       | Total carrera | Total carrera | 482   | 215   | 56               | 26               | 122                   | 41                    | 660   | 282   | 0.43            |

## Palmarés

### Títulos nacionales
| Título                        | Club          | País         | Año     |
| ----------------------------- | ------------- | ------------ | ------- |
| Eredivisie                    | F. C. Twente  | Países Bajos | 2009-10 |
| Supercopa de los Países Bajos | F. C. Twente  | Países Bajos | 2010    |
| Copa de los Países Bajos      | F. C. Twente  | Países Bajos | 2010-11 |
| Supercopa de los Países Bajos | F. C. Twente  | Países Bajos | 2011    |
| Eredivisie                    | PSV Eindhoven | Países Bajos | 2014-15 |
| Supercopa de los Países Bajos | PSV Eindhoven | Países Bajos | 2015    |
| Eredivisie                    | PSV Eindhoven | Países Bajos | 2015-16 |
| Supercopa de los Países Bajos | PSV Eindhoven | Países Bajos | 2016    |
| Eredivisie                    | PSV Eindhoven | Países Bajos | 2017-18 |
| Supercopa de los Países Bajos | PSV Eindhoven | Países Bajos | 2022    |
| Copa de los Países Bajos      | PSV Eindhoven | Países Bajos | 2022-23 |
| Supercopa de los Países Bajos | PSV Eindhoven | Países Bajos | 2023    |
| Eredivisie                    | PSV Eindhoven | Países Bajos | 2023-24 |
| Eredivisie                    | PSV Eindhoven | Países Bajos | 2024-25 |

### Títulos internacionales
| Título                 | Club          | Sede     | Año     |
| ---------------------- | ------------- | -------- | ------- |
| Liga Europa de la UEFA | Sevilla F. C. | Alemania | 2019-20 |

### Distinciones individuales
| Distinción                        | Año  |
| --------------------------------- | ---- |
| Máximo goleador de la Eredivisie  | 2019 |
| MVP de la final de la Liga Europa | 2020 |